# Kopen (Teras)
Kopen is een bestuurslaag in het regentschap Boyolali van de provincie Midden-Java, Indonesië. Kopen telt 3252 inwoners (volkstelling 2010).